# Smartklocka

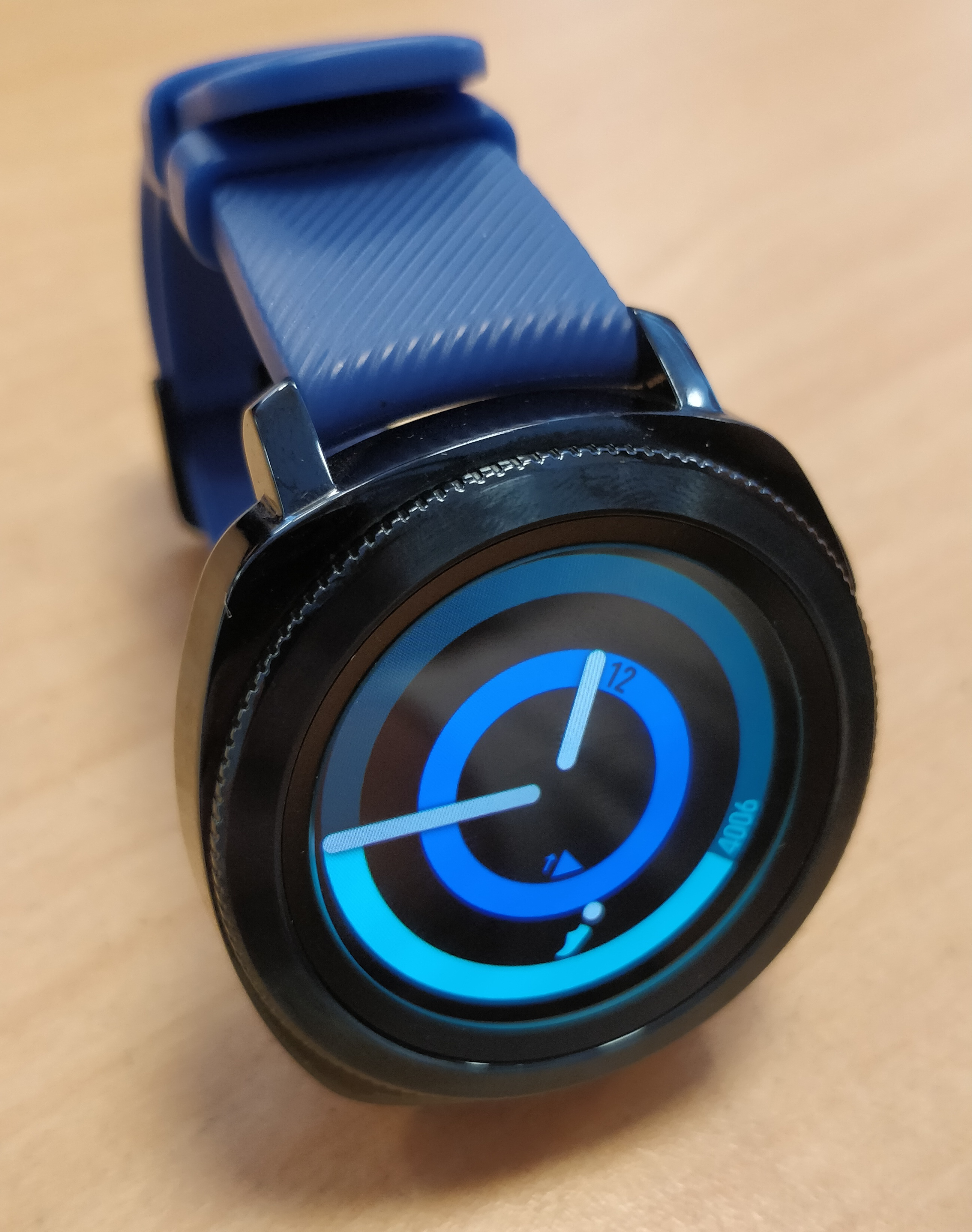
Samsung Gear Sport, en smartklocka från 2017

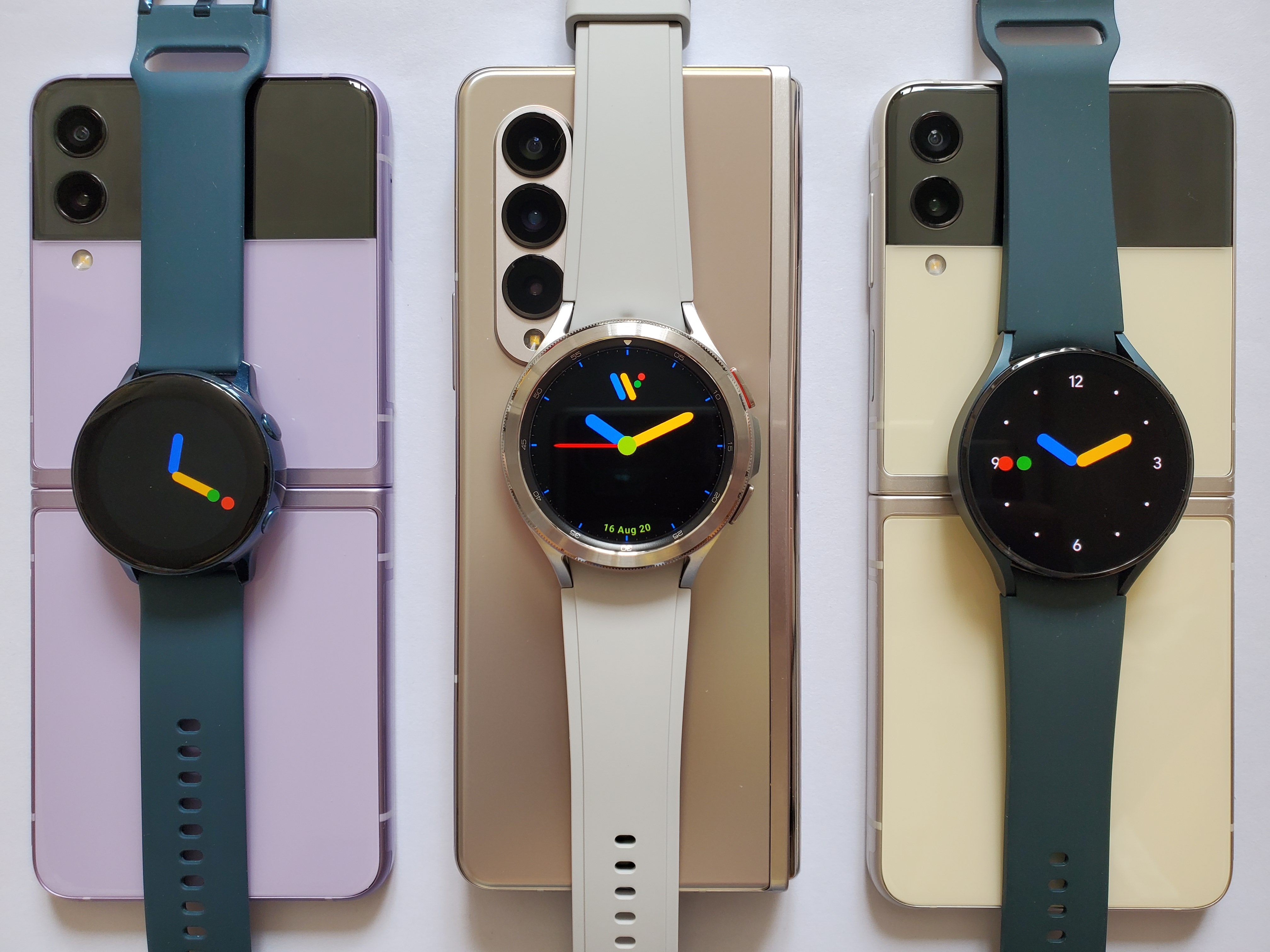
Samsung Galaxy Watch, som kommunicerar med användarens telefon via Bluetooth.

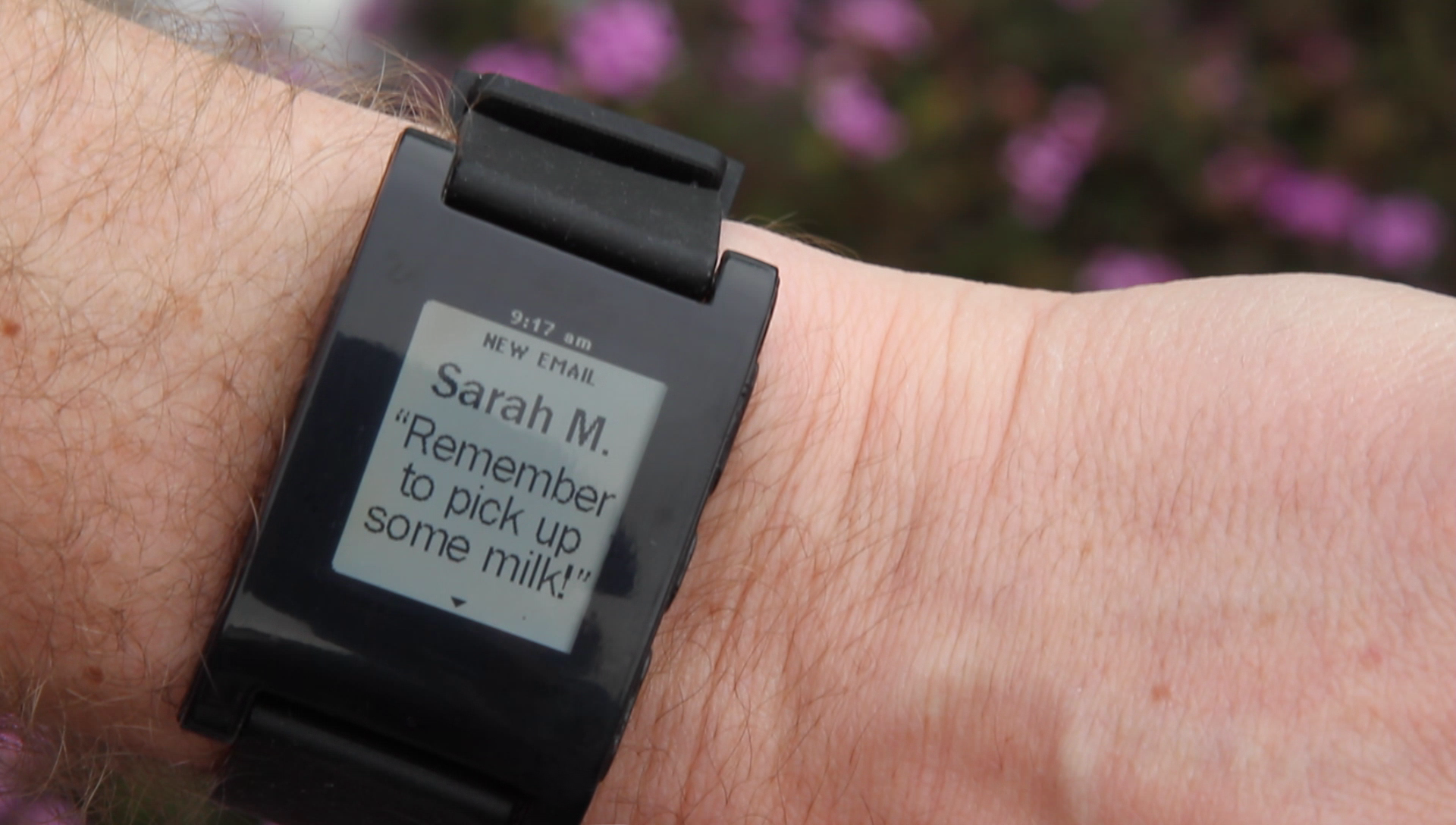
Pebble, en klocka från 2013 som kommunicerar med användarens telefon via Bluetooth.

En smartklocka, också kallad smartwatch, är ett armbandsur med avancerade funktioner som bland annat pekskärm, appar, Bluetooth och en digital assistent.
Teknologin är i hastig utveckling och är en del av "wearable"-trenden, som år 2013 hade ett samlat marknadsvärde på 3–5 miljarder dollar. Detta värde förväntas dock att tiodubblas inom de kommande 3–5 åren. I en rapport från 2014 uppskattas att antalet smartklockor kommer att vara 68 miljoner år 2018. Undersökningen Svenskarna och internet visade 2021 att varje fjärde svensk hade en smartklocka. Det var en ökning med 5 procent från föregående år.
Det mest utbredda operativsystemet för smartklockor är Watch OS (operativsystemet som Apple Watch kör) följt av Tizen (operativsystemet som bland annat Samsung Gear kör). 
Android är samtidigt det mest använda operativsystemet hos smarttelefoner. Android Wear fungerar både till runda och fyrkantiga smartklockor och flera producenter av smartklockor använder styrsystemet.